# Bodjomo
Bodjomo est un village situé dans la commune de Nana-Markounda, dans la préfecture de l'Ouham en République centrafricaine.

## Histoire
En avril 2014, d’ex-Seleka sont arrivés à Bodjomo et ont tué quatre individus.